# Mount Sims
Mount Sims (także Mt. Sims) – sceniczny pseudonim Matthew Simsa, zamieszkującego w Berlinie Amerykańskiego DJ-a, producenta i twórcy. Rozpoczął karierę jako wokalista zespołu Citizen King. Po rozpadnięciu się zespołu, jego początkowa praca związana była z muzyką elektroniczną, zawierającą też takie style jak post punk, new wave, techno i darkwave. Sims był prawie całkowicie odpowiedzialny za każdy element jego muzyki, uwzględniając wokale, instrumenty i produkcję. Obecnie zespół Mount Sims, oprócz Matthew Simsa składa się jeszcze z dwóch członków, basisty Rand Twigg i perkusisty Andre Lange.
Jego pierwszy album, „UltraSex” (2002 / International DeeJay Gigolo Records), Emperor Norton records był bardzo dobrze przyjęty w klubach. Głównie na pracę DJ-a wpłynęły Niemieckie i Brytyjskie zespoły New Wave, funk i muzyka elektroniczna. Był to pomysł albumu skupionego na tematach technologii i seksualności. Album zawiera piosenki „How We Do” i „Rational Behaviour."
Drugi album Mount Sims „Wild Light” (2005 / International DeeJay Gigolo), jest głównie skupiony na tematach śmierci i informacji. Główne wpływy muzyczne przewijające się przez album to style darkwave i post punk. W niektórych piosenkach na basie zagrał David J. Bauhaus wraz z wkładem syntezatorskim Rogera Manning Jr. Najbardziej popularne piosenki to „No Yellow lines” i „Lights on”.
Mount Sims jest odpowiedzialny za remixy piosenki Madonny „Nobody Knows Me”, z jej albumu American Life (2003). W piosence skompresował czas mowy Charlesa Mansona, w celu skonstruowania innej elektronicznej perkusji, którą następnie zawarł w remixie.
Tak jak „Wild Light”, trzeci album Mt. Sims „Happily Ever After” (2008 / Hungry Eye Records), jest stworzony z tematów które dotykają ciemniejszej strony ludzkiej natury: Obsesja, izolacja, horror i złość. Był wyprodukowany przez Thomasa Sterna z Crime i przez City Solution, oraz zaproszonych gości, takich jak Jessie Evans (dokładniej w Subtonix, Autonervous i The Vanishing), Toby Dammit (The Swans, Tje Residents i Iggy Pop) i Bryan Black (Motor). Design albumu jest to praca Petera Wu, wraz z layoutem stworzonym przez Dez z CROSSOVER i fotografiami Echo Danona.

## Dyskografia
Solo
- Ultra Sex (International DeeJay Gigolo Records) (2002)
- Wild Light (International DeeJay Gigolo Records) (2005)
- „A Grave E.P.” (Hungryeye records) (2009)
- „Happily ever after” (Hungryeye records) (2009)